# Primula luteola
Primula luteola är en viveväxtart som beskrevs av Franz Josef Ivanovich Ruprecht. Primula luteola ingår i släktet vivor, och familjen viveväxter. Inga underarter finns listade i Catalogue of Life.